# TNT (film)
Pour les articles homonymes, voir TNT.
TNT est un film américain de Robert Radler sorti en 1998.

## Distribution
- Cyril O'Reilly
- Bre Blair
- Kane Hodder : Townie #3
- Eric Roberts : Russo
- Ken Olandt : Basu